# Niklaus Schmid (Schriftsteller)
Niklaus Schmid (* 27. November 1942 in Duisburg) ist ein deutscher Schriftsteller.
Nach einer Zeit im Zirkus Althoff und als Weltreisender lebt und arbeitet Niklaus Schmid seit 1978 als freier Schriftsteller in Duisburg. Aus seiner Feder stammen Reiseführer (u. a. über Mallorca, Ibiza und Formentera), Hörspiele und Kriminalromane.

## Werke (Auswahl)
- Balearen 1991, ISBN 379916507X
- Die Wettreise Grafit Verlag, 1992 ISBN 3894250305
- Der Hundeknochen Grafit Verlag, 1998 ISBN 3894250798
- Der Bienenfresser Grafit Verlag, 2001 ISBN 3894252553
- Stelzvogel und Salzleiche Grafit Verlag, 2003 ISBN 3894252820
- Formentera. Der etwas andere Reiseführer Reise Know-How Verlag Grundmann, 2005 ISBN 3896622080
- Ibiza. Formentera. Merian live Travel House Media, 2006 ISBN 3834201219
- Mallorca. Merian live Travel House Media, 2008 ISBN 978-3-8342-0206-2